# Karolina Kucharczyk
Karolina Kucharczyk (Rawicz, 24 aprile 1991) è un'atleta paralimpica polacca specializzata nel salto in lungo.
Compete nella categoria T20; saltuariamente gareggia anche in manifestazioni nazionali non paralimpiche nei 100 metri ostacoli, salto in lungo e salto triplo e, in passato, nelle prove multiple.

## Biografia
Iniziò a praticare l'atletica leggera all'età di 13 anni. Nel 2009 partecipò alla sua prima gara di livello nazionale, classificandosi dodicesima nell'eptathlon ai campionati polacchi juniores di prove multiple. Il suo più importante risultato assoluto in un campionato polacco risale al 2013, quando si classificò quinta nel salto in lungo ai campionati indoor; l'anno successivo fu invece ottava ai campionati assoluti all'aperto, sempre nel salto in lungo.
La sua prima gara internazionale come atleta paralimpica risale al 2011, quando prese parte ai campionati del mondo paralimpici di Christchurch, conquistando la medaglia d'argento nel salto in lungo F20. L'anno successivo, ai Giochi paralimpici di Londra, si laureò campionessa paralimpica nella medesima specialità. Nelle edizioni dei campionati del mondo di atletica leggera paralimpica di Lione 2013 e Doha 2015 fu medaglia d'oro nel salto in lungo T20.
Il 2016 fu la volta dei campionati europei paralimpici di Grosseto, dove conquistò il titolo di campionessa europea nel salto in lungo T20, mentre, lo stesso anno, fu medaglia d'argento sempre nel salto in lungo T20 ai Giochi paralimpici di Rio de Janeiro.
Nel 2018 si riconfermò campionessa europea nel salto in lungo T20 ai campionati europei paralimpici di Berlino, mentre l'anno successivo conquistò il titolo mondiale ai mondiali paralimpici di Dubai. In entrambi i casi fece registrare il nuovo record del mondo nel salto in lungo T20. Tra il 2021 ed il 2024 ottenne due ori consecutivi ai Giochi paralimpici, rispettivamente, di Tokyo e Parigi.

## Record nazionali
- Salto in lungo T20: 6,21 m ( Dubai, 14 novembre 2019)

## Progressione

### Salto in lungo
| Stagione | Misura | Luogo     | Data      | Rank. Mond. |
| -------- | ------ | --------- | --------- | ----------- |
| 2019     | 5,86 m | Opole     | 18-5-2019 | 1149ª       |
| 2018     | 5,95 m | Poznań    | 17-6-2018 | 769ª        |
| 2015     | 5,78 m | Białogard | 25-7-2015 | 1225ª       |
| 2013     | 5,95 m | Bydgoszcz | 29-6-2013 | 691ª        |
| 2012     | 5,77 m | Sosnowiec | 6-6-2012  | 1277ª       |
| 2011     | 5,42 m | Leszno    | 19-6-2011 | –           |
| 2009     | 5,02 m | Piła      | 7-6-2009  | –           |

### Salto in lungo T20
| Stagione | Misura | Luogo          | Data       | Rank. Mond. |
| -------- | ------ | -------------- | ---------- | ----------- |
| 2019     | 6,21 m | Dubai          | 14-11-2019 | 1ª          |
| 2018     | 6,14 m | Berlino        | 24-8-2018  | 1ª          |
| 2016     | 5,87 m | Grosseto       | 16-6-2016  | 1ª          |
| 2015     | 5,73 m | Słubice        | 30-5-2015  | 1ª          |
| 2014     | 5,50 m | Bergen op Zoom | 13-6-2014  | 2ª          |
| 2013     | 6,09 m | Lione          | 22-7-2013  | 1ª          |
| 2012     | 6,00 m | Londra         | 3-9-2012   | 1ª          |
| 2011     | 5,72 m | Imperia        | 30-9-2011  | 1ª          |

## Palmarès
| Anno | Manifestazione       | Sede           | Evento             | Risultato | Prestazione | Note                  |
| ---- | -------------------- | -------------- | ------------------ | --------- | ----------- | --------------------- |
| 2011 | Mondiali paralimpici | Christchurch   | Salto in lungo F20 | Argento   | 5,00 m      |                       |
| 2012 | Giochi paralimpici   | Londra         | Salto in lungo F20 | Oro       | 6,00 m      | Record mondiale       |
| 2013 | Mondiali paralimpici | Lione          | Salto in lungo T20 | Oro       | 6,09 m      | Record mondiale       |
| 2015 | Mondiali paralimpici | Doha           | Salto in lungo T20 | Oro       | 5,67 m      |                       |
| 2016 | Europei paralimpici  | Grosseto       | Salto in lungo T20 | Oro       | 5,87 m      | Record dei campionati |
| 2016 | Giochi paralimpici   | Rio de Janeiro | Salto in lungo T20 | Argento   | 5,55 m      |                       |
| 2018 | Europei paralimpici  | Berlino        | Salto in lungo T20 | Oro       | 6,14 m      | Record mondiale       |
| 2019 | Mondiali paralimpici | Dubai          | Salto in lungo T20 | Oro       | 6,21 m      | Record mondiale       |
| 2021 | Giochi paralimpici   | Tokyo          | Salto in lungo T20 | Oro       | 6,03 m      |                       |
| 2023 | Mondiali paralimpici | Parigi         | Salto in lungo T20 | Oro       | 6,08 m      |                       |
| 2024 | Giochi paralimpici   | Parigi         | Salto in lungo T20 | Oro       | 5,82 m      |                       |

## Campionati nazionali
2009
- 12ª ai campionati polacchi juniores di prove multiple, eptathlon - 4 196 p.

2010
- 7ª ai campionati polacchi juniores di prove multiple, eptathlon - 4 179 p.

2011
- Eliminata in batteria ai campionati polacchi under 23, 100 m hs - 15"41
- 9ª ai campionati polacchi under 23 di prove multiple, eptathlon - 3 919 p.

2013
- 5ª ai campionati polacchi assoluti indoor, salto in lungo - 5,88 m
- Squalificata ai campionati polacchi under 23, 100 m hs
- 5ª ai campionati polacchi under 23, salto in lungo - 5,95 m

2014
- 8ª ai campionati polacchi assoluti, salto in lungo - 5,63 m